# Pedro Lago
Pedro Lago (1911) è stato un calciatore uruguaiano, di ruolo attaccante.

## Caratteristiche tecniche
Giocava come interno sinistro.

## Carriera

### Club
Lago esordì nel suo Paese, con il Bella Vista; nel 1931, in occasione della prima edizione professionistica del campionato argentino, organizzata dalla Liga Argentina de Football, passò al River Plate. Debuttò in massima serie argentina il 16 agosto 1931, nella gara tra Racing Club e River Plate; segnò il primo gol il 30 agosto contro l'Argentinos Juniors. Fu, con i compagni Belvidares e Bonelli, uno dei giocatori del River espulsi durante il Superclásico del 20 settembre. Giocò tutto il torneo da interno sinistro, anche se per alcune gare fu schierato come centravanti; a fine stagione contò 16 presenze, 8 gol e 2 espulsioni. Rimase al River fino al campionato 1935, vincendo la Primera División 1932, nel corso della quale disputò lo spareggio per il titolo il 20 novembre contro l'Independiente. Lasciato il River Plate tornò in patria, firmando per il Peñarol di Montevideo. Con la formazione giallo-nera vinse 5 campionati nazionali, di cui 3 consecutivi (1936-1938).

### Nazionale
Debuttò con la Nazionale uruguaiana il 16 giugno 1929. Dieci anni dopo fu convocato per il Sudamericano, in programma a Lima. Esordì nella competizione il 22 gennaio contro l'Ecuador, giocando come centravanti e segnando una doppietta (65º e 70º minuto). Il 29 gennaio fu impiegato contro il Cile, venendo sostituito all'80º da Fager; il 5 febbraio segnò, al 14º minuto, il gol dell'1-0 dell'Uruguay sul Paraguay. Giocò poi l'incontro conclusivo della manifestazione, contro il Perù il 12 febbraio. La sua ultima presenza in Nazionale risale al 31 marzo 1940.

## Palmarès

### Club

#### Competizioni nazionali
- Campionato argentino: 1

River Plate: 1932
- Campionato uruguaiano: 5

Peñarol: 1936, 1937, 1938, 1944, 1945